# Biserica Armenească din Târgu Ocna
Biserica armenească din Târgu Ocna este un lăcaș de cult apostolic armenesc cu hramul „Sfânta Născătoare” sau „Sfânta Maria”, situat în orașul Târgu Ocna, pe strada Văleni nr. 7. Este singura biserică de acest tip rămasă din județul Bacău după demolarea celei de la Bacău în 1977.

## Istoric
La sfârșitul secolului al XVIII-lea, armenii alcătuiau o comunitate puternică și numeroasă de comercianți în Târgu Ocna, fiind așezați compact în cartierul Văleni, pe malul drept al pârâului Vâlcica. La sfârșitul secolului al XIX-lea a fost menționată o școală armeană în oraș. Este unul dintre cele 15 lăcașe de cult din vechiul oraș, din care 12 erau ortodoxe, unul catolic și un altul de cult mozaic.
Între 1766-1767, preotul Péter Zöld a amintit armenii din Târgu Ocna și Târgu Trotuș ca fiind molipsiți de ereziile lui Eutiches⁠(en)[traduceți] și Dioscor⁠(en)[traduceți].
Comunitatea armeană a mai avut biserica „Sfântul Nicolae” construită în jurul anilor 1568-1572 și alte trei biserici construite la 1600, 1700 și 1825 în Văleni.
O biserică armenească din lemn a existat la 1808, fiind menționată de clericul armean Minas Bajaskian. Tot acesta a aproximat numărul caselor de armeni în anul 1809 la 50. O statistică a armenilor din 1809 înregistra la Târgu Ocna o biserică din lemn, unde slujeau un preot și un anagnost. La acea dată comunitatea era formată din 29 de familii.
O biserică a fost construită, probabil, în secolul al XVIII-lea, pe la 1765 cu hramul „Sfânta Născătoare”, fiind ulterior reclădită în anii 1820-1825 de hatmanii Grigoriu, Ștefănescu și epitropul coloniei armenești, Mikoian.
Planul este asemănător cu a altor biserici armenești din Moldova, având însă unele anexe (veșmântarul, pridvorul) mult reduse ca dimensiuni. Turla naosului este octogonală, din scânduri, cu ferestre înalte și înguste, iar turnul-clopotniță este situat pe pridvorul vestic. Spre deosebire de bisericile din Roman și Iași, turnul-clopotniță este mai scund, cu muchiile drepte și deschiderile ferestrelor în formă de semicerc la partea superioară. Turnul-clopotniță are 3 clopote, unul mare, turnat la Brașov în 1865, altul mijlociu din 1831 și unul mic, turnat la Focșani în 1773.
La partea sudică există două intrări laterale, una cu acces direct în naos, prin intermediul unui pridvor în stil neoclasic, de dimensiuni mici, iar a doua în pronaos, trecând prin pridvorul vestic. Pe latura nordică s-a alipit de altar o clădire anexă cu scop de veșmântărie. Pe catapeteasmă s-au păstrat puține icoane.
A avut o casă parohială, astăzi aflată în conservare.
Cimitirul a fost micșorat mult din suprafață în urma construirii căii ferate Siculeni–Adjud la sfârșitul secolului al XIX-lea.
În prezent este cel mai vechi monument armean existent pe teritoriul județului Bacău.
Vicarul eparhial al Arhiepiscopiei Bisericii Armene din România, pr. Ezras Bogdan, născut la Târgu Ocna, a semnalat faptul că starea actuală a bisericii este îngrijorătoare, din cauza trecerii peste mai multe cutremure, a tasării inegale a terenului și a expunerii la acțiunile mediului.
Hramul bisericii este sărbătorit la 20 noiembrie.

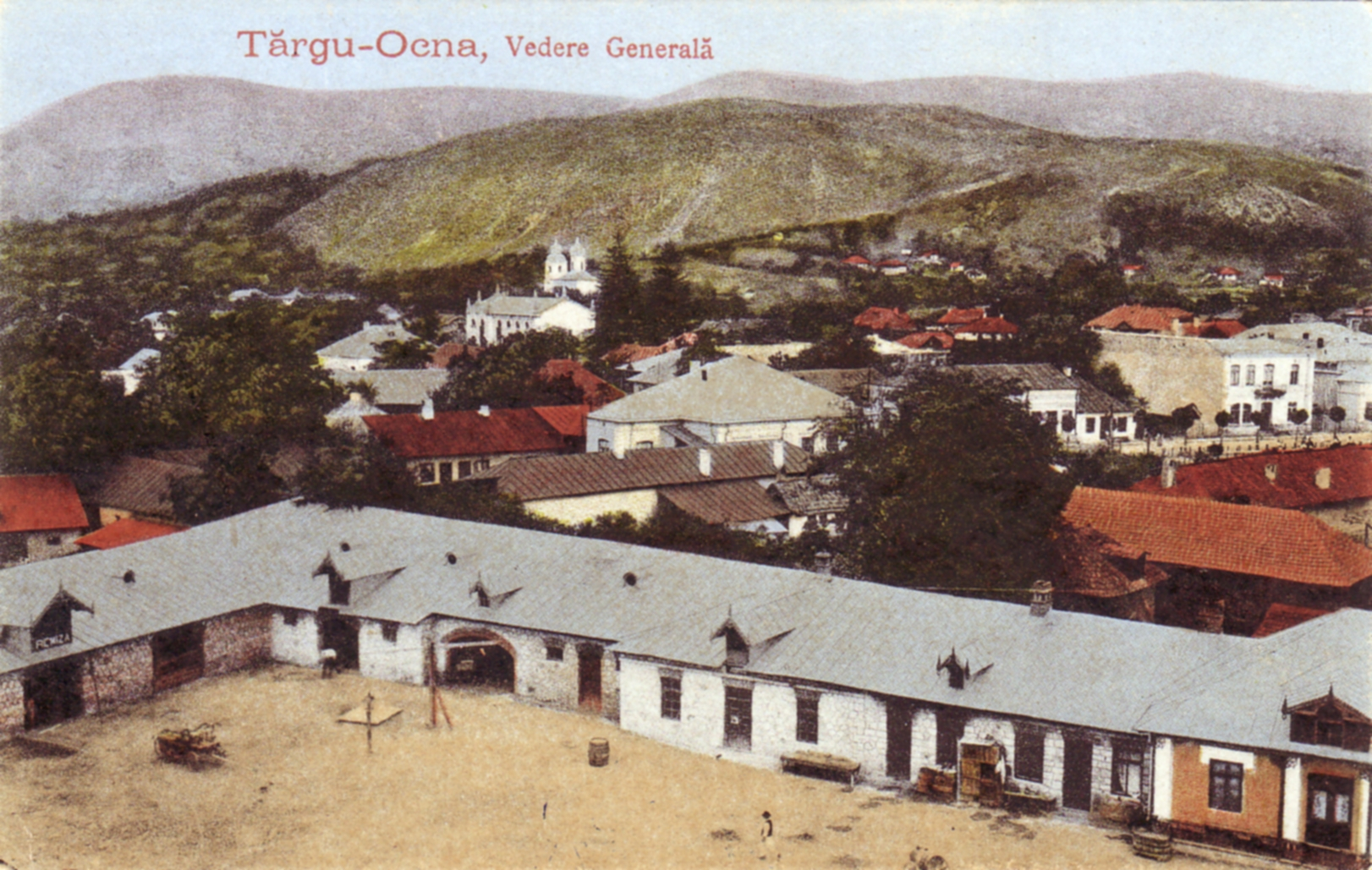
Vedere generală a orașului Târgu Ocna de la începutul secolului al XX-lea, în planul depărtat se află Sinagoga Mare (demolată în 1977) și în spatele acesteia Biserica Armenească.
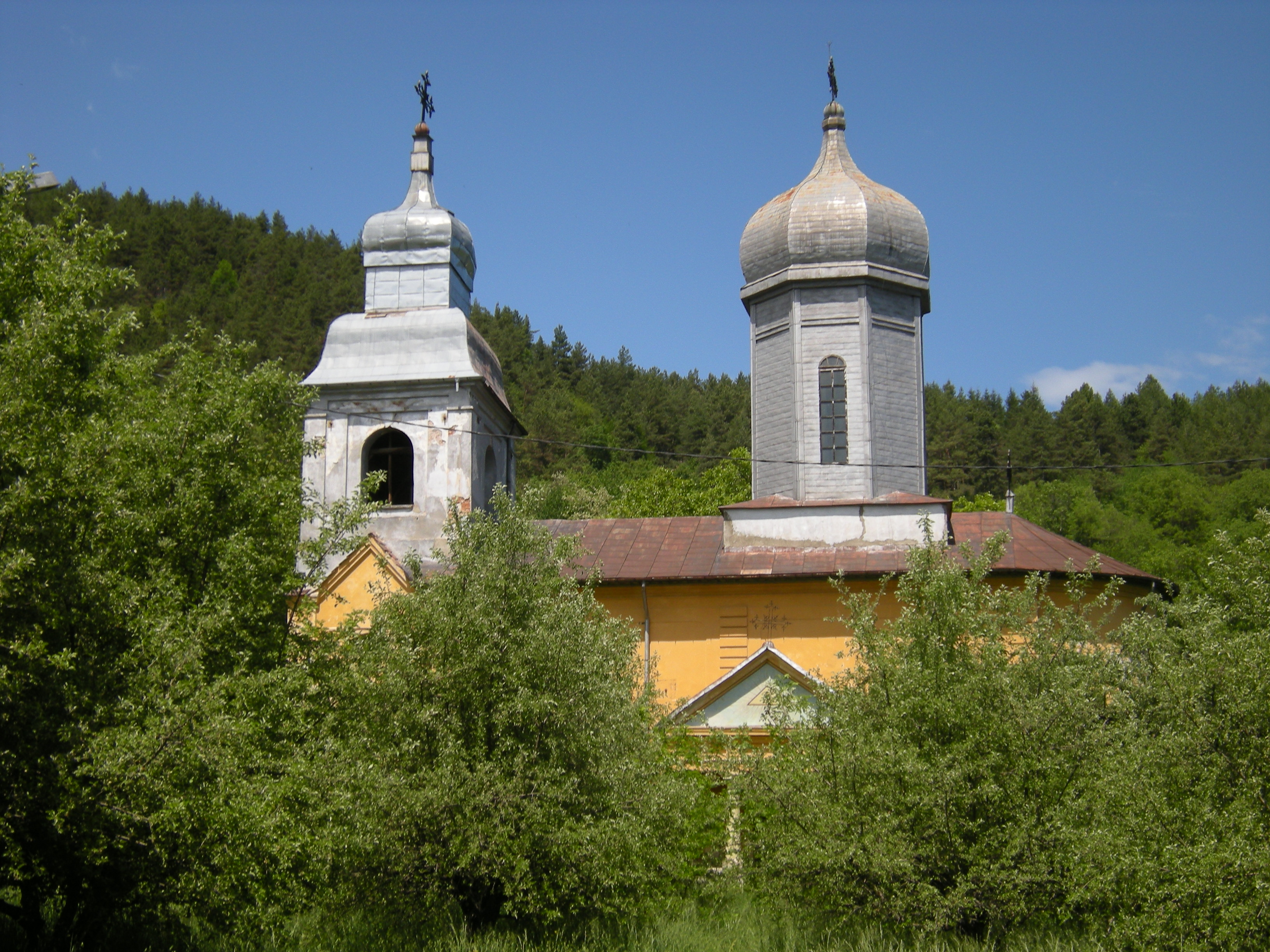
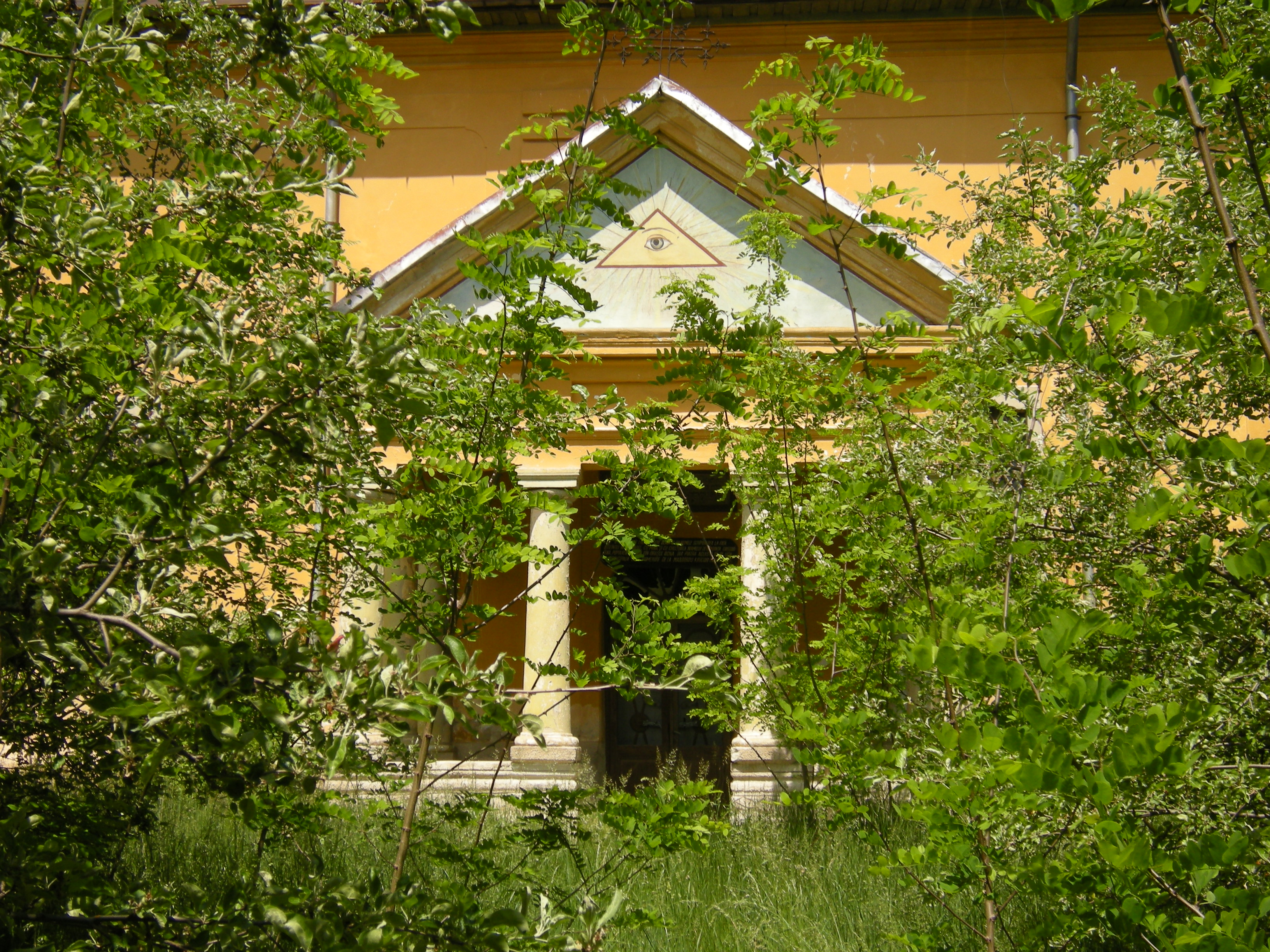
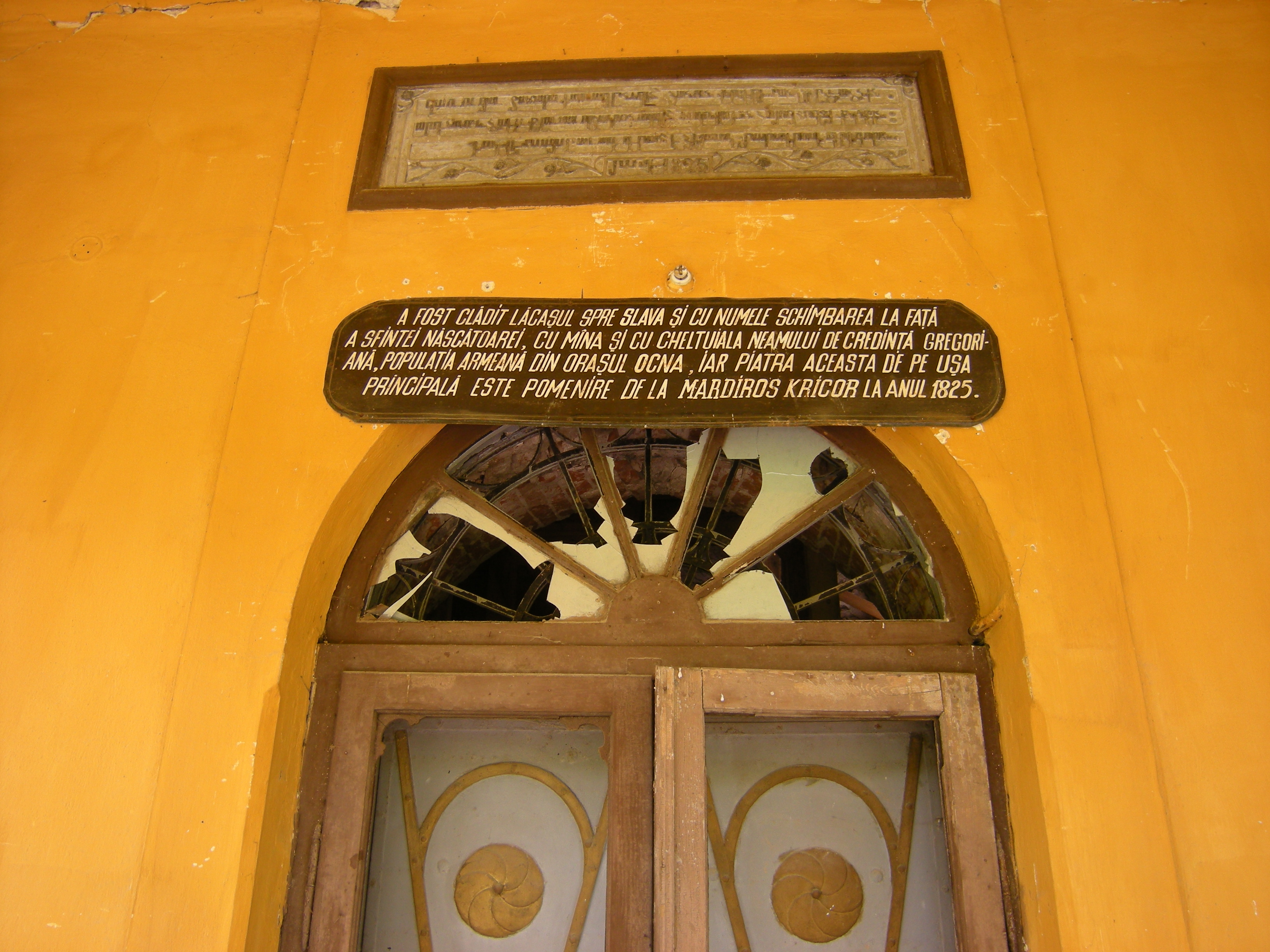
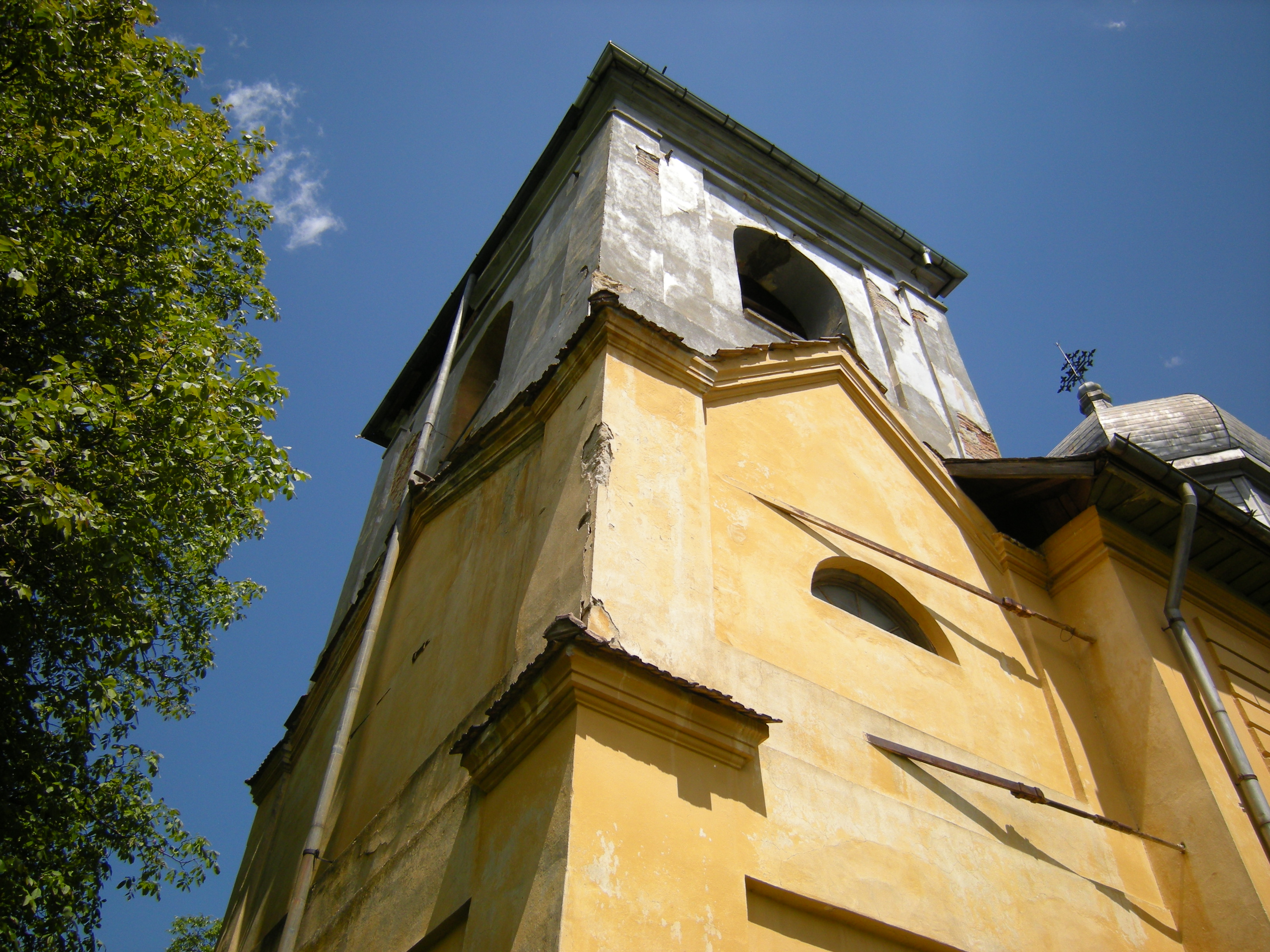
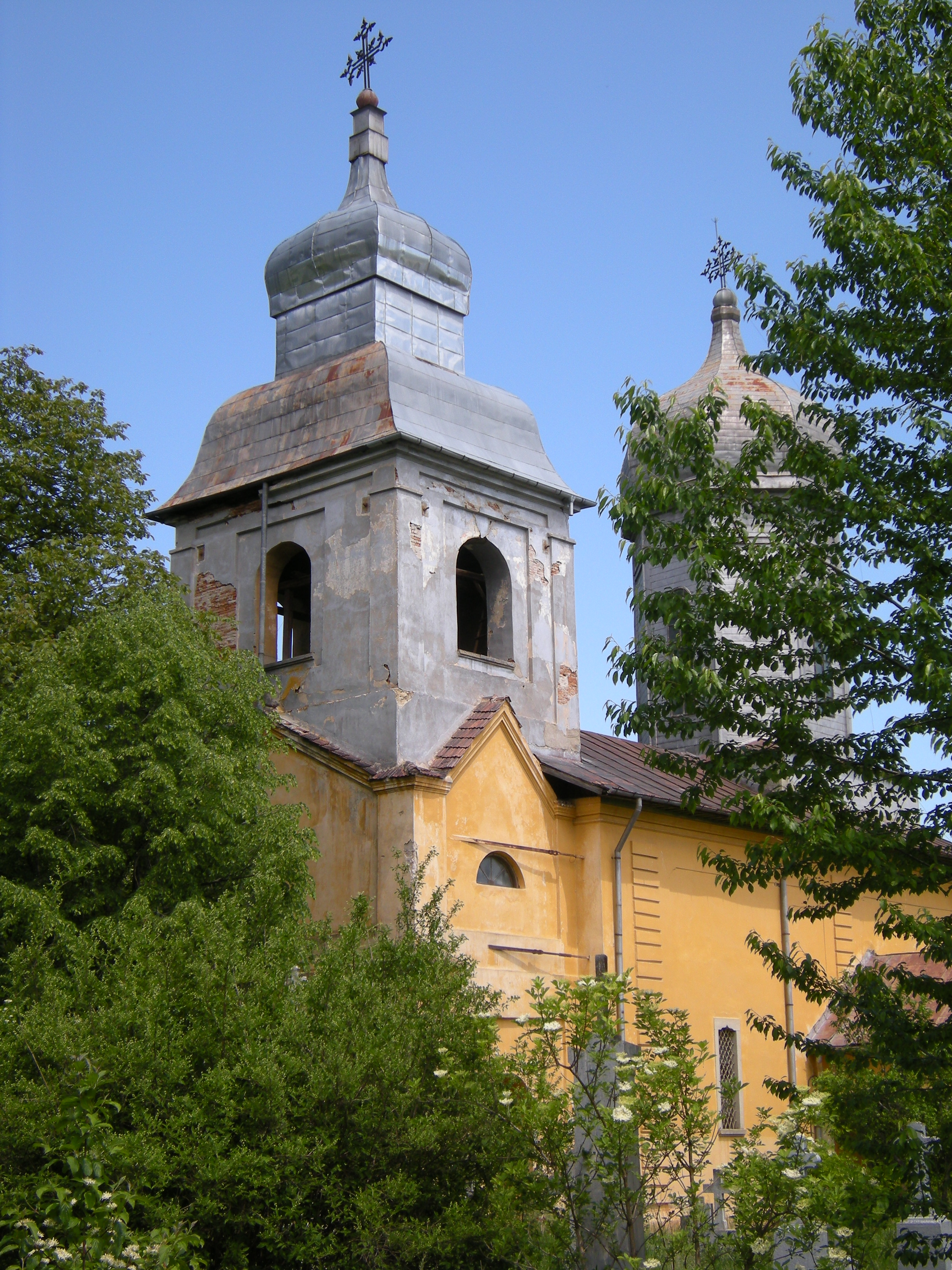
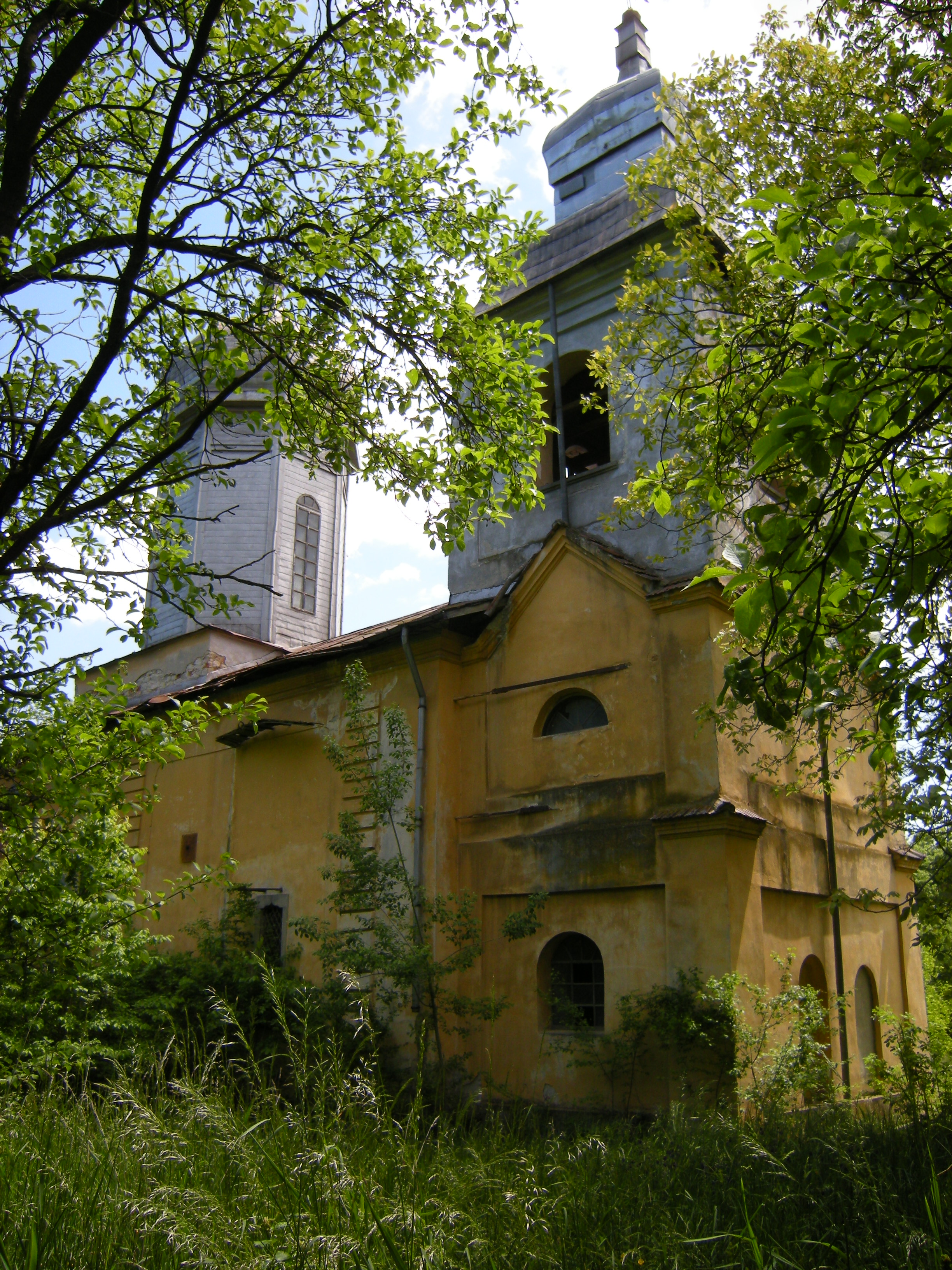
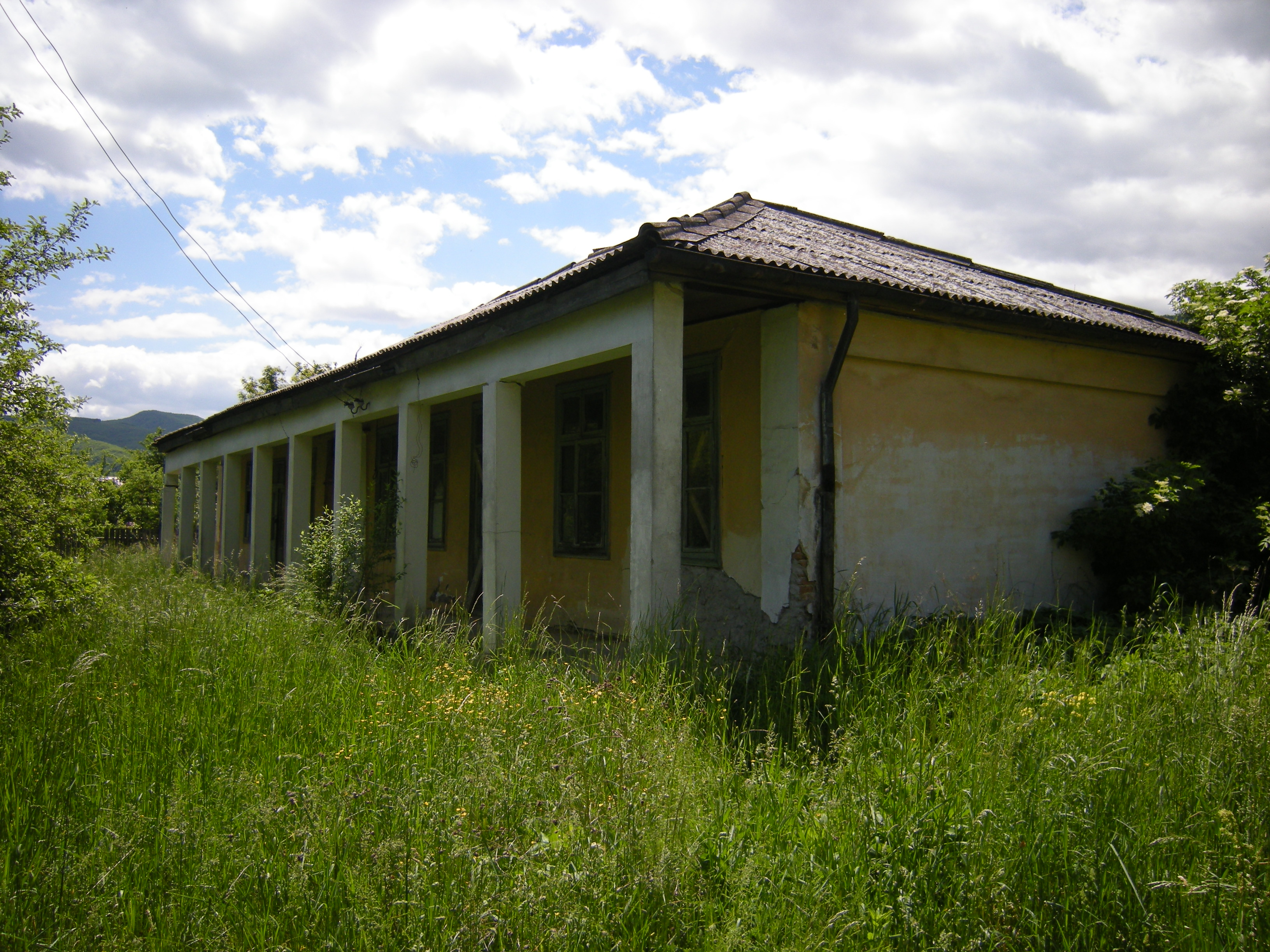